# Willem Tomberg
Willem Tomberg (?  - Gouda, 1696) was een Noord-Nederlandse glazenier, historicus en notaris.

## Biografische aantekeningen
Tomberg was een zoon van de glazenier Daniël Tomberg. Net als zijn vader werd hij glazenier en werd ook hij, als opvolger van zijn vader na diens overlijden, belast met het onderhoud van de gebrandschilderde glazen in de Grote of Sint-Janskerk in Gouda. Maar daarnaast hield Tomberg zich ook bezig met geschiedschrijving. Ook was hij van 1673 tot 1696 notaris in Gouda.
Tomberg schreef "Goudsche Arcadia", waarvan de stadshistoricus Ignatius Walvis zei, dat het werk van de kleinzoon van "den beruchten Remonstrantschen Leeraar Herboldus Tomberg" "doornaayd, en by een geflenst was, met wyd en zyd by een geraapte gedagten, en vertellingen van Landbouw, Bloemen, Vrugten, Glasverwkunste, ja verschijnende dwaalsterren en Hemelligten".
In 1674 maakte hij of zijn vader vier gebrandschilderde ramen voor de stadswaag van Gouda. Rond 1680 maakte hij een serie van tien gebrandschilderde ramen voor de Lutherse kerk in Gouda. Bij een restauratie in 1838 werden deze glazen voor tweehonderd gulden verkocht. De afbeeldingen op deze glazen zijn in de vorm van gekleurde tekeningen van de hand van de Goudse schilder Dirk Johannes van Vreumingen bewaard gebleven. Ook maakte hij in 1682 een gebrandschilderde glas voor de kerk van Waarder. In 1689 vermaakte en repareerde hij gebrandschilderde glazen voor de Gasthuiskerk in Gouda.
Tomberg overleed in 1696 in zijn woonplaats Gouda.
In 1914 werd er in Gouda een straat naar hem genoemd.